# Циммерман, Юлий (художник)

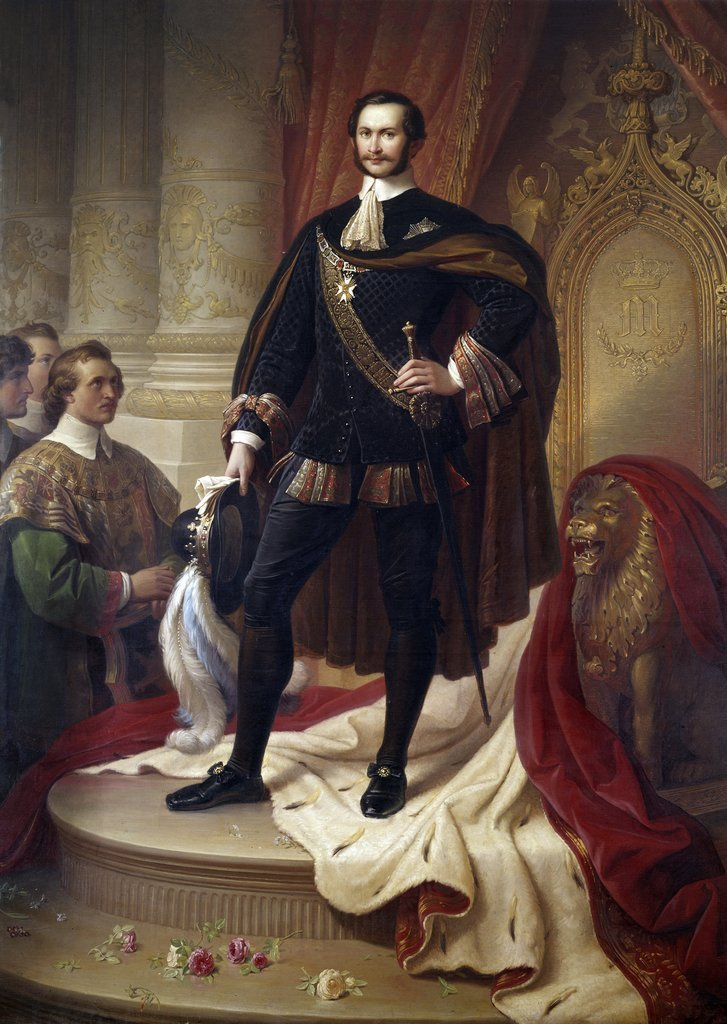
Портрет короля Баварии Максимилиана II

Юлий Циммерман (нем. Julius Zimmermann; 11 мая 1824, Аугсбург — 7 апреля 1906, Мюнхен) — немецкий художник-портретист, историк.

## Биография
Родился в семье профессора живописи Клеменса фон Циммермана. С 1844 года обучался в Мюнхенской академии художеств.
Создал целую серию портретов исторических личностей, хранящихся в баварских государственных художественных музеев.
Циммерман преподавал уроки живописи Элизабет Рейтер в 1870-х годах.

## Галерея

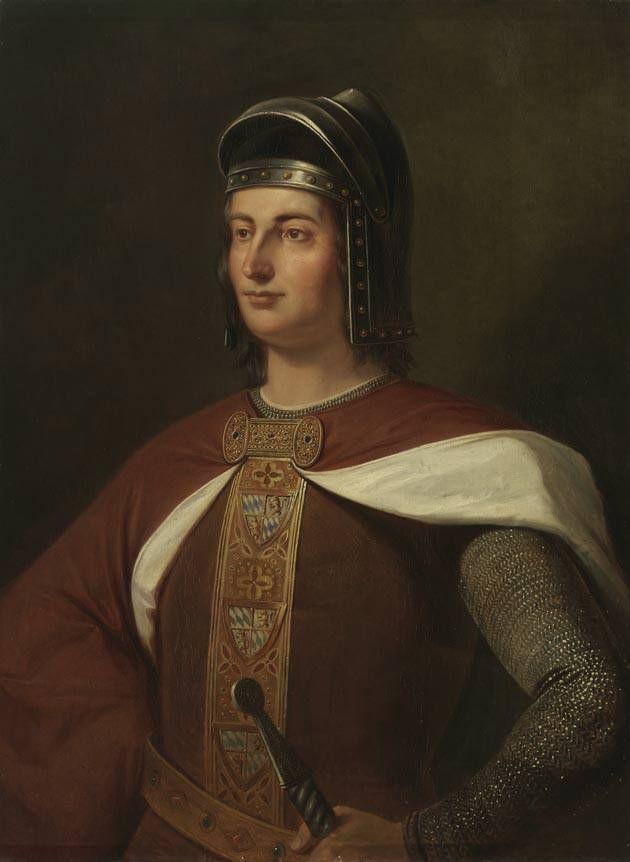
Портрет Стефана, Пфальцграфа Рейна, Герцога фон Зиммерна и Цвайбрюккена
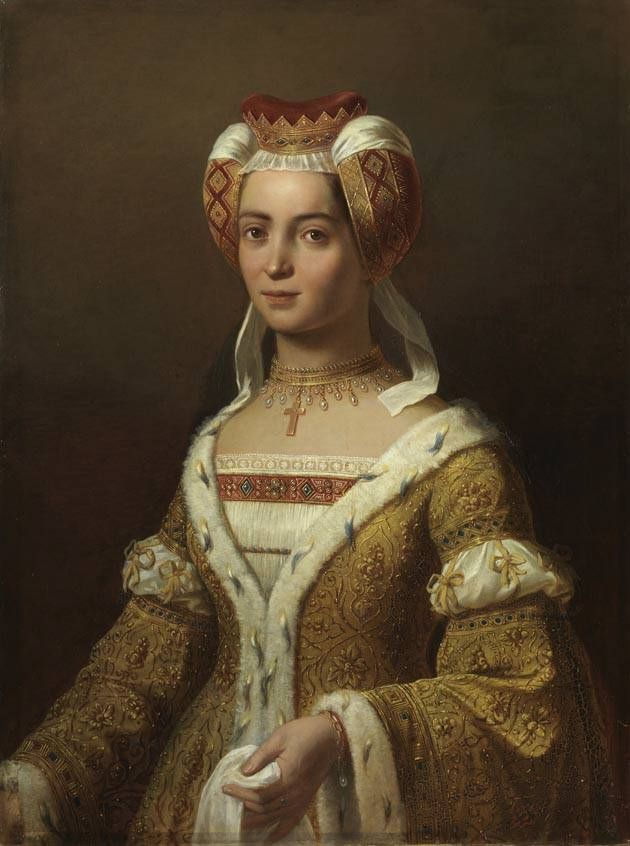
Портрет Анны фон Вельденц. Старая пинакотека, Мюнхен
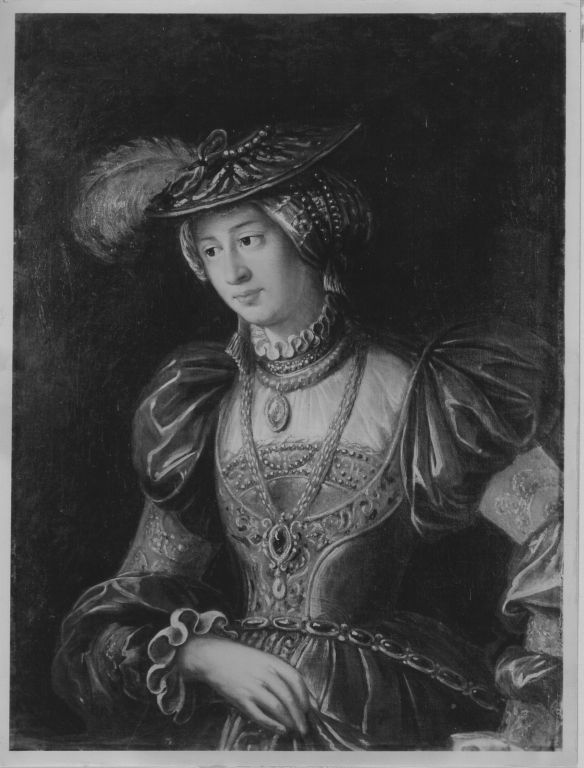
Портрет пфальцграфини Иоганны